# Ферма Боуман
Bowman Farm е историческа къща, разположен близо до Boones Mill, окръг Франклин, Вирджиния . Основното жилище е построено около 1833 г. и е на два етажа,като включва задно крило с интериор в георгиански стил. 
Към източния фронтон на къщата е прикрепена двуетажна рамкова секция с централен план на прохода, датираща от около 1900 г. И двете секции са с двускатни покриви с метална обшивка. Къщата е реновирана през 1999г. Освен това в имота има хамбар с дървен материал, рамкова плевня, зърнохранилище и семейно гробище . 

## Препратки
1. ↑  J. Daniel Pezzoni. National Register of Historic Places Inventory/Nomination: Bowman Farm //   Virginia Department of Historic Resources.